# 旗手 (官职)
旗手（義大利語：Gonfaloniere）是中世纪和文艺复兴时期意大利城邦的重要职位，有一定声望。该职位在佛罗伦萨和教皇国较为知名。该职位的名称来自于号旗。在佛罗伦萨，该职位被称为“正义旗手”。